# Club The Strongest
Der Club The Strongest ist ein bolivianischer Sportverein aus La Paz.
Der Verein besitzt Abteilungen in den Sportarten Basketball, Tennis, Schwimmen und Schach, ist jedoch am meisten durch seine Fußballabteilung bekannt. Mit bisher 15 errungenen Meistertiteln in der 1977 gegründeten Liga de Fútbol Profesional Boliviano ist er der zweiterfolgreichste Klub des Landes. The Strongest ist der älteste noch bestehende Fußballverein Boliviens und das einzige Team, welches noch nie aus der höchsten bolivianischen Spielklasse abgestiegen ist. Die Ursprünge des Vereins liegen im Stadtteil Achumani im Süden von La Paz, die Mannschaft trägt ihre Heimspiele jedoch im Nationalstadion Boliviens, dem Estadio Hernando Siles aus, welches sich in Miraflores befindet.
Die Vereinsfarben sind gold und schwarz, weshalb die Mannschaft auch häufig Aurinegro („golden-schwarz“) genannt wird.

## Geschichte

### Anfänge
Der Verein wurde am 8. April 1908 unter dem Namen The Strong Football Club (Club de Fútbol Fuerte) in La Paz gegründet und bereits einige Tage später in The Strongest Football Club umbenannt. Der erste Präsident war José López Villamil. Das erste Amateurspiel bestritt man 1909 gegen die Nimbles Sport Association. Die Farben des Vereins sind bereits seit damaliger Zeit gold und schwarz gestreift, wobei man sich ursprünglich am Federkleid des Chayñitas orientierte. Bereits drei Jahre nach der Gründung wurde die Mannschaft im Jahr 1911 das erste Mal bolivianischer Meister.
Zuerst nur ein reiner Fußballverein, stießen später auch Abteilungen im Basketball und Schwimmsport hinzu. Im Jahr 1930 zog der Verein in die heutige Spielstätte, das Estadio Hernando Siles, ein, die auch zum Stadion der bolivianische Nationalmannschaft wurde. In diesem Jahr gewann man die Meisterschaft, ohne dass ein Gegentreffer hingenommen werden musste. Zum ersten Mal an dem prestigeträchtigen Copa Libertadores nahmen The Strongest im Jahr 1965 teil, welche man als Gruppenzweiter hinter den Boca Juniors beendete.

### Tragödie von Viloco
Am 26. September 1969 verunglückte eine Douglas DC-6 der bolivianischen Fluggesellschaft Lloyd Aéreo Boliviano in der Nähe der Ortschaft Viloco. Dabei wurden alle 69 Passagiere und fünf Besatzungsmitglieder an Bord getötet. Zu den Opfern gehörten auch 20 Mitglieder der Mannschaft, welche einen Tag zuvor ein Freundschaftsspiel in Santa Cruz absolvierten. Als Ursache der Tragedia de Viloco oder Tragedia Aérea, wie das Unglück später bezeichnet wurde, gilt wahrscheinlich ein gesteuerter Flug ins Gelände.
Bei dem Absturz starben folgende Spieler von The Strongest:
| Nr. |             | Position | Name               |
| --- | ----------- | -------- | ------------------ |
|     | Paraguay    | TW       | Armando Angelacio  |
|     | Paraguay    | TW       | Orlando Caceres    |
|     | Argentinien | AB       | Hernán Andretta    |
|     | Bolivien    | AB       | Juan Iriondo       |
|     | Bolivien    | AB       | Miguel Angel Porta |
|     | Bolivien    | AB       | Jorge Tapia        |
|     | Bolivien    | AB       | Julio Alberto Díaz |
|     | Bolivien    | AB       | Oscar Guzmán       |
|     | Argentinien | MF       | Héctor Marchetti   |

| Nr. |             | Position | Name                   |
| --- | ----------- | -------- | ---------------------- |
|     | Bolivien    | MF       | Oscar Flores           |
|     | Argentinien | MF       | Raúl Oscar Farfán      |
|     | Bolivien    | ST       | Diógenes Torrico       |
|     | Bolivien    | ST       | Fernando Jorge Durán   |
|     | Bolivien    | ST       | Osvaldo Franco         |
|     | Argentinien | ST       | Eduardo Agustín Arrigó |
|     | Bolivien    | ST       | Germán Alcázar         |
|     | Bolivien    | ST       | Miguel Angel Porta     |
|     | Bolivien    | ST       | Ernesto Villegas       |

Außerdem starben der Trainer Eustaquio Ortuño, der Sportdirektor José Ayllón Guerra und der Assistent Felipe Aguilar. Die einzigen Spieler, die der Mannschaft blieben, waren der nicht mitgereiste Kapitän Rolando Vargas und die verletzten Marco Antonio Velasco und Luis Gini aus Paraguay.
Trotz dieses Rückschlags wurde der Verein bereits nach kurzer Zeit wieder zu einer der besten Vereine des bolivianischen Fußballs und gewann in den folgenden Jahren häufiger die Meisterschaft.

### Gegenwart
Bis zur Gründung der nationalen Liga de Fútbol Profesional Boliviano im Jahr 1977, spielte The Strongest in der regionalen Meisterschaft der Departamento La Paz. Diesen Ableger konnte der Verein zwischen 1914 und 1974 22-mal gewinnen und gehörte damit zu den erfolgreichsten Vereinen. Bereits die erste Saison 1977 der neuen Liga konnte gewonnen werden. Seit diesem Sieg konnte die Meisterschaft bis heute noch elf weitere Male errungen werden.
Im Jahr 2003 und 2005 legte The Strongest ihre bisher beste Teilnahme an dem südamerikanischen Pendant zur UEFA Europa League, der Copa Sudamericana hin, als man sich für das Viertelfinale des Wettbewerbs qualifizierte. In über 30 Teilnahmen an der Copa Libertadores erreichte man bisher viermal das Achtelfinale, zuletzt im Jahr 2017. Dort scheiterte man in zwei Spielen am argentinischen CA Lanús, welche später das Finale erreichten.

## Rivalitäten
Eine historische Rivalität besteht mit der Nimbles Sport Association, deren Aufeinandertreffen als erste Derbys im bolivianischen Fußball bezeichnet werden können. Bereits bei der ersten Meisterschaft im Jahr 1911 kämpften die beiden Vereine intensiv gegeneinander, mit dem besseren Ende für The Strongest. Mit der Association verschwand in den 1930er Jahren auch die langjährige Rivalität der beiden Vereine.
Ebenfalls erging es der Colegio Militar, einem Mitstreiter von The Strongest in den 1910er Jahren, die sich bereits Anfang der 1920er auflösten.
In den folgenden Jahrzehnten entwickelten sich lokale Rivalitäten zu den ebenfalls erfolgreichen Vereinen Club Bolívar und Universitario de La Paz.
Universitario und The Strongest gehörten bis zum Chacokrieg zu den Dominatoren in La Paz und die Begegnungen entwickelten sich zu Klassikern. Am 16. Januar 1930 eröffneten die beiden Mannschaften das Estadio Hernando Siles, welches The Strongest mit 4:1 gewann. Während The Strongest auch nach diesem eine der stärksten Mannschaften Boliviens blieb, verlor die Universitätsmannschaft mit der Zeit immer mehr an sportlicher Bedeutung und trat den Übergang in die nationale Meisterschaft 1977 nicht mehr an. Seitdem spielt man in unterklassigen Spielklassen, sodass es bereits seit über 40 Jahren nicht mehr zu einem Duell der beiden Klubs kam.
Die einzige bis heute bestehende sportliche Rivalität besteht zum Club Bolívar, dem Rekordmeister der Liga de Fútbol Profesional Boliviano. Das erste Derby wurde am 21. Oktober 1928 ausgetragen und endete mit einem 2:2-Unentschieden. Die Rivalität verschärfte sich jedoch erst 50 Jahre später, nachdem sich Universitario aus dem Spitzenfußball verabschiedete und wurde dann zur stärksten in La Paz. Heute werden die Spiele der beiden Teams als Clásico paceño oder Clasico Boliviano bezeichnet und sind stets gut besucht.

## Erfolge

### National
Staatsmeisterschaften
- Copa Prefectural: 1911
- Campeonato de la Liga de La Paz: 1914 (Copa “Max de la Vega”), 1914 (Copa “Bautista Saavedra”), 1916 (Trofeo “Buque Quinteros”), 1916 (Campeonato “20 de Octubre”) 1917, 1922, 1923, 1924, 1925, 1930, 1935, 1938, 1943, 1945, 1946, 1952, 1963, 1964, 1970, 1971, 1974

Nationale Meisterschaften
- Copa Simón Bolívar: 1964, 1974
- Liga de Fútbol Profesional Boliviano: 1977, 1986, 1989, 1993, 2003 Apertura, 2003 Clausura, 2004 Clausura, 2011 Aperura, Clausura 2011, Apertura 2012, Apertura 2013, Apertura 2016, 2023

Nationale Pokalwettbewerbe
- Copa Bolivia: 1977, 1984, 2000
- Copa Aerosur: 2007

### International
- Copa Libertadores: 24 Teilnahmen; Achtelfinale 1990, 1994, 2014, 2017
- Copa Sudamericana: 4 Teilnahmen; Viertelfinale 2003
- Copa Merconorte: 1998, 1999
- Copa Conmebol: 1995, 1997

## Bekannte Trainer
- Saúl Rivero (1990)
- Mario Kempes (1999)